# Telekommunikation in Nigeria
Die Telekommunikation in Nigeria umfasst Festnetz- und Mobiltelefone, das Internet, Radio und Fernsehen. Nigeria ist Afrikas größter IKT-Markt mit 82 Prozent der Telekommunikationsabonnenten des Kontinents und 29 Prozent der Internetnutzung. Im weltweiten Vergleich steht Nigeria auf Platz 11 bei der absoluten Anzahl der Internetnutzer und auf Platz 7 bei der absoluten Anzahl von Mobiltelefonen.
Volkswirtschaftlich trägt der IKT-Sektor seit Anfang der 2010er Jahre über 10 % zum nigerianischen Bruttosozialprodukt bei.

## Radio und Fernsehen

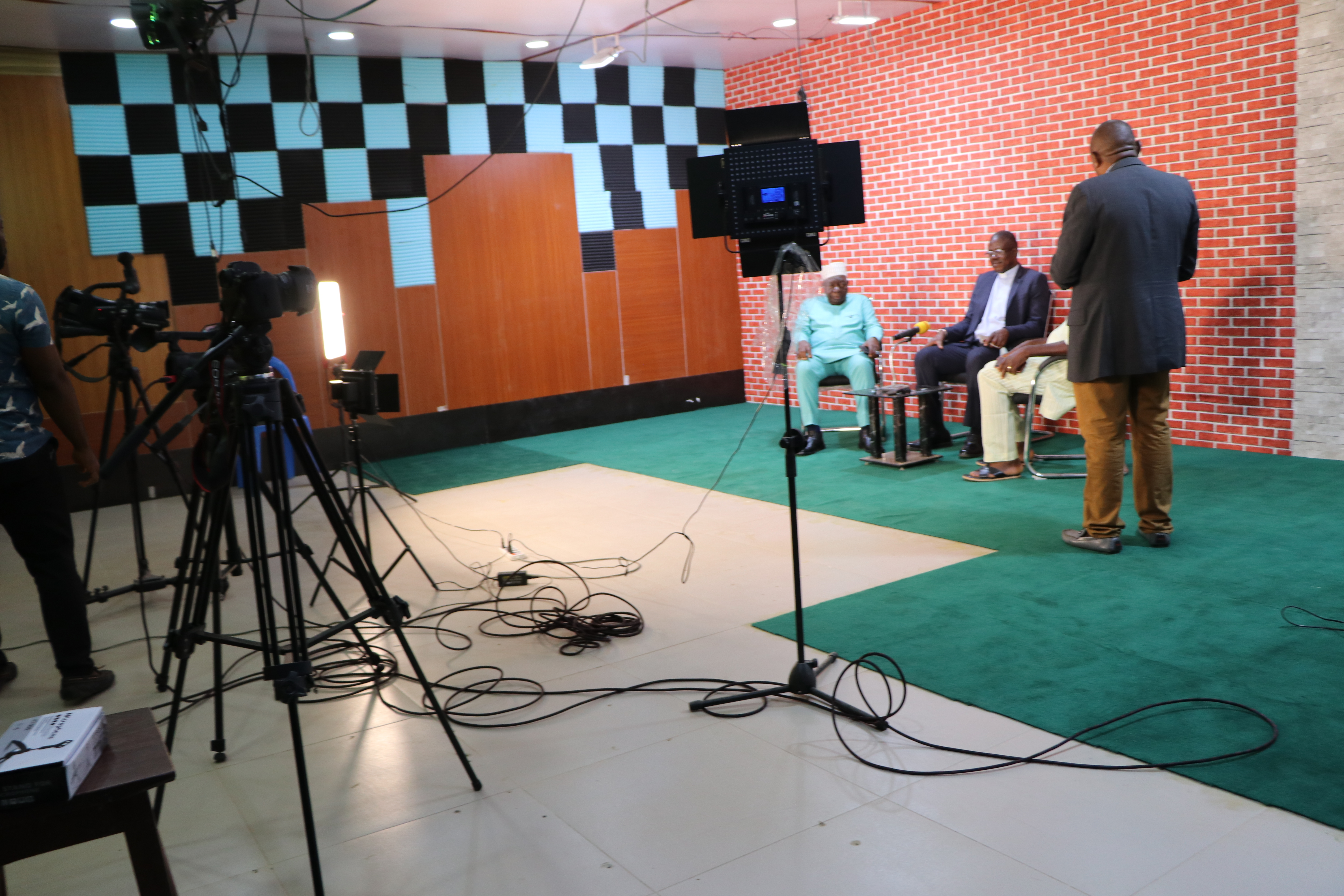
Fernsehstudio in Abuja

Die nigerianische Medienszene ist eine der dynamischsten in Afrika. Zeitungen, Fernsehen und Radio sind nach wie vor die wichtigsten Medien der Massenkommunikation und der Information, wobei sich die sozialen Medien rasch als das nächste große Medium herauskristallisieren. Internationale Fernsehsender, darunter die BBC, sind sehr beliebt. Der Fernsehkonsum konzentriert sich auf städtische Gebiete.
Die größten Rundfunkanstalten sind die staatseigene Federal Radio Corporation of Nigeria (FRCN) und die Nigerian Television Authority (NTA) Die NTA hat zwei Fernsehsender, NTA 1, der in den sechs NTA-Fernsehzonen ausgestrahlt wird, und NTA 2, der landesweit ausgestrahlt wird und sich hauptsächlich durch Werbung finanziert. NITEL besitzt einen Großteil der Sender, die die Programme von FRCN und NTA ausstrahlen.
In jedem Bundesstaat gibt es außerdem eine Rundfunkgesellschaft, die ein oder zwei lokal betriebene terrestrische Sender ausstrahlt. Insgesamt gibt es also etwa 50 staatliche, aber teilweise unabhängige Fernsehsender. Zu den privaten Akteuren in der nigerianischen Fernsehlandschaft gehören: Silverbird Television (STV), Africa Independent Television (AIT), Channels Television, Superscreen Television, und einige andere. Die meisten ihrer Programme sind für den afrikanischen und den globalen Markt bestimmt und werden weltweit aus den Zentren in Lagos, Abuja und Port Harcourt ausgestrahlt, mit angeschlossenen Fernsehsendern in anderen Städten Nigerias und mehreren afrikanischen Ländern. African Independent Television (AIT) ist ein renommierter Satellitenfernsehsender, der von seinen Zentren in Lagos und Abuja aus weltweit sendet. Weitere in Nigeria tätige Satelliten-Direktfernsehsender mit internationaler Reichweite sind Murhi International Television, ON Television, Galaxy TV, TV Continental usw., die alle in Lagos ansässig sind.
Es gibt einen allgemeinen Zugang zum Kabelfernsehen wie DSTV, HiTV, DaarSat, StarTimes und Infinity TV und anderen Kabelfernsehsendern in Nigeria.

## Telefonie

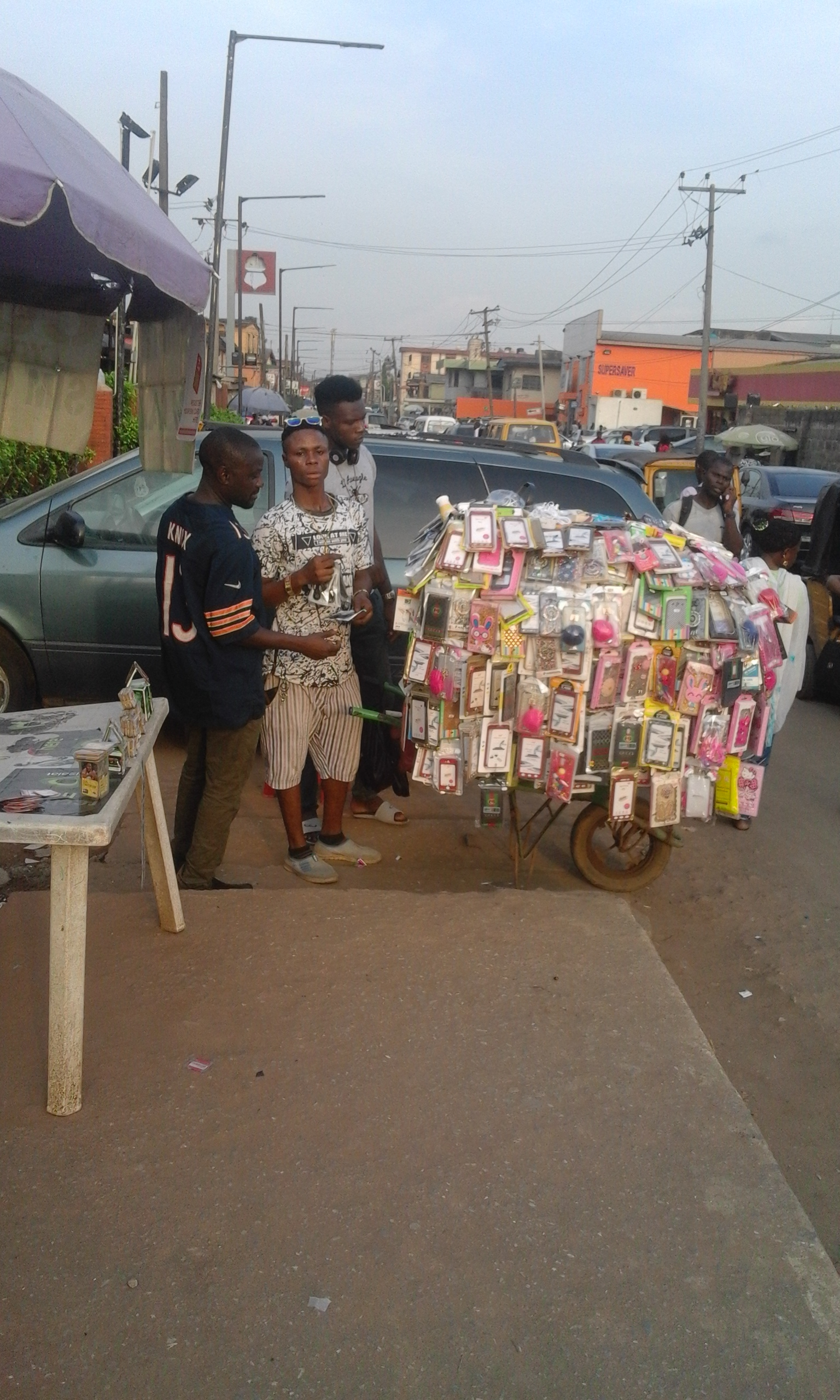
Händler für Handyzubehör

Die Anzahl der Festnetzanschlüsse ist unbedeutend und außerdem stark rückläufig (2016: 349.000, 2020: 107.000).
Mobilfunkdienste nehmen dagegen rasch zu, teilweise als Reaktion auf die Unzulänglichkeiten des Festnetzes; mehrere Mobilfunkanbieter sind landesweit tätig, die Zahl der Abonnenten liegt bei 92 pro 100 Personen (2019). Im weltweiten Vergleich liegt Nigeria damit auf Platz 8.
Die Deregulierung des Mobilfunkmarktes hat zur Einführung der Anbieter von GSM-Netzen (Global System for Mobile Communication) geführt, die im 900/1800-MHz-Spektrum arbeiten: MTN Nigeria, Airtel Nigeria, Globacom, und 9mobile. Die Nutzung von Mobiltelefonen ist stark angestiegen und hat die unzuverlässigen Festnetzdienste der Nigerian Telecommunications Limited (NITEL) weitgehend ersetzt.
Nach Ablauf der Exklusivitätsfrist der wichtigsten GSM-Netzbetreiber führte die nigerianische Regulierungsbehörde für Telekommunikation, die Nigerian Communications Commission (NCC), das einheitliche Lizenzierungssystem ein. Man hoffte, dass Telekommunikationsunternehmen mit einheitlichen Lizenzen in der Lage sein würden, Festnetz- und Mobiltelefonie, Internetzugang und andere Kommunikationsdienste anzubieten.
Im Jahr 2015 verhängte die NCC gegen MTN Nigeria eine Rekordstrafe in Höhe von 5,2 Mrd. USD für die Ausgabe von 5,2 Millionen nicht registrierten und vorregistrierten Teilnehmeridentifikationsmodulkarten (SIMs). Im Jahr 2017 richtete die NTC eine 12-köpfige Task Force ein, um auf die erneute Verbreitung von nicht registrierten und vorregistrierten SIM-Karten zu reagieren. Die unregistrierten Karten werden als Bedrohung für die nationale Sicherheit Nigerias angesehen.
Nach einem Jahrzehnt gescheiterter Privatisierungsversuche wurden die etablierte nationale Telekommunikationsgesellschaft NITEL und ihre Mobilfunksparte an NATCOM verkauft und in NTEL umbenannt.
Nigeria hat seine erste 5G-Spektrum-Auktion im Jahr 2021 abgeschlossen und Lizenzen an zwei Unternehmen vergeben: MTN Nigeria und Mafab Communications. Der Aufbau der 5G-Infrastruktur ist noch nicht abgeschlossen.

## Internet
Nigeria ist einer der größeren Telekommunikationsmärkte in Afrika, der nur sporadisch Zugang zu Strom hat. Die meisten Internetverbindungen werden über Mobilfunknetze hergestellt. Die Regierung ist bestrebt, die Breitbandverbreitung zu erhöhen. Die Betreiber verlegen Glasfaserkabel in sechs geopolitischen Zonen und Lagos und investieren in Basisstationen, um die Überlastung des Netzes zu verringern.
Ein Unterseekabelbruch im Jahr 2020 verlangsamte die Geschwindigkeit und unterbrach die Konnektivität.
Die Anzahl der Internetnutzer wird auf 74 Mio. geschätzt. Dies entspräche einem Bevölkerungsanteil von 36 %. Mit dieser digitalen Durchdringung liegt Nigeria weltweit auf Platz 11. Breitbandverbindungen dagegen liegen 2020 landesweit bei 65.000 und sind damit unbedeutend.